# Lijst van Nederlandse deelnemers aan de Olympische Zomerspelen van 1984
Dit is een lijst van Nederlandse deelnemers aan de Olympische Zomerspelen van 1984 in Los Angeles.
| Olympiër                    | Sport            | Onderdeel | Ervaring  |
| --------------------------- | ---------------- | --- | --------- |
| Johan Aantjes               | waterpolo        | herenteam | debutant  |
| Jack Achilles               | schieten         | kleinkalibergeweer 50 m 3 houdingen kleinkalibergeweer 50 m liggend                                           | debutant  |
| Joost Adema                 | roeien           | twee zonder stuurman                                                                                          | debutant  |
| Jos Alberts                 | wielrennen       | 100 km ploegentijdrit                                                                                         | debutant  |
| Guido Alkemade              | zeilen           | 470 klasse | debutant  |
| Peter van Asbeck            | hockey           | herenteam | debutant  |
| Ewout van Asbeck            | hockey           | herenteam | debutant  |
| Tineke Bartels-de Vries     | paardensport     | dressuur individueel dressuur team                                                                            | debutant  |
| Stan van Belkum             | waterpolo        | herenteam | 2e Spelen |
| Carina Benninga             | hockey           | damesteam | debutant  |
| Conny van Bentum            | zwemmen          | 100 m vrije slag 200 m vrije slag 100 m vlinderslag 200 m vlinderslag 4x100 m vrije slag estafette            | 2e Spelen |
| Stephan van den Berg        | zeilen           | plankzeilen                                                                                                   | debutant  |
| Carla Beurskens             | atletiek         | marathon | debutant  |
| Det de Beus                 | hockey           | damesteam | debutant  |
| Wouly de Bie                | waterpolo        | herenteam | 2e Spelen |
| Boudewijn Binkhorst         | zeilen           | star klasse                                                                                                   | 3e Spelen |
| Willy van Bladel            | zeilen           | tornado klasse                                                                                                | debutant  |
| Fieke Boekhorst             | hockey           | damesteam | debutant  |
| Marjolein Bolhuis-Eijsvogel | hockey           | damesteam | debutant  |
| Lex Bos                     | hockey           | herenteam | debutant  |
| Roderik Bouwman             | hockey           | herenteam | debutant  |
| Erik Breukink               | wielrennen       | 100 km ploegentijdrit                                                                                         | debutant  |
| Erik de Bruin               | atletiek         | kogelstoten discuswerpen                                                                                      | debutant  |
| Ton Buunk                   | waterpolo        | herenteam | 4e Spelen |
| Olga Commandeur             | atletiek         | 400 m horden                                                                                                  | debutant  |
| Jos Compaan                 | roeien           | skiff | 2e Spelen |
| Lynda Cornet                | roeien           | twee zonder stuurvrouw acht                                                                                   | debutant  |
| Hans Daams                  | wielrennen       | wegwedstrijd                                                                                                  | debutant  |
| Annemiek Derckx             | kanovaren        | K-1 500 m | debutant  |
| Cees Jan Diepeveen          | hockey           | herenteam | debutant  |
| Marieke van Doorn           | hockey           | damesteam | debutant  |
| Theodoor Doyer              | hockey           | herenteam | 2e Spelen |
| Marieke van Drogenbroek     | roeien           | vier met stuurvrouw acht                                                                                      | debutant  |
| Frank Drost                 | zwemmen          | 200 m vrije slag 200 m vlinderslag 4x100 m vrije slag estafette 4x200 m vrije slag estafette                  | debutant  |
| Peter Drost                 | zwemmen          | 4x100 m vrije slag estafette 4x200 m vrije slag estafette                                                     | 2e Spelen |
| Maarten Ducrot              | wielrennen       | 100 km ploegentijdrit                                                                                         | debutant  |
| Herman van den Eerenbeemt   | roeien           | skiff | debutant  |
| Derk van Egmond             | wielrennen       | puntenkoers                                                                                                   | debutant  |
| Catrien Eijken              | synchroonzwemmen | solo duet | debutant  |
| Ralf Elshof                 | wielrennen       | 4 km ploegachtervolging                                                                                       | debutant  |
| Mark Emke                   | roeien           | dubbelvier | debutant  |
| Marijke Engelen             | synchroonzwemmen | solo duet | debutant  |
| Ed van Es                   | waterpolo        | herenteam | debutant  |
| Harriet van Ettekoven       | roeien           | twee zonder stuurvrouw acht                                                                                   | debutant  |
| Carry van Gool              | boogschieten     | individueel                                                                                                   | 2e Spelen |
| Maarten van Grimbergen      | hockey           | herenteam | debutant  |
| Steven van Groningen        | roeien           | dubbelvier | debutant  |
| Frans Göbel                 | roeien           | dubbelvier | debutant  |
| Arno den Hartog             | hockey           | herenteam | debutant  |
| Anton Heiden                | waterpolo        | herenteam | debutant  |
| Tom van 't Hek              | hockey           | herenteam | debutant  |
| Greet Hellemans             | roeien           | dubbeltwee acht                                                                                               | 2e Spelen |
| Nicolette Hellemans         | roeien           | dubbeltwee acht                                                                                               | debutant  |
| Irene Hendriks              | hockey           | damesteam | debutant  |
| Rob Henneveld               | judo             | licht middengewicht (tot 78 kg)                                                                               | debutant  |
| Pierre Hermans              | hockey           | herenteam | debutant  |
| Tineke Hidding              | atletiek         | zevenkamp | debutant  |
| Elsemieke Hillen            | hockey           | damesteam | debutant  |
| Petra Hillenius             | zwemmen          | 100 m schoolslag 200 m schoolslag                                                                             | debutant  |
| Sjoerd Hoekstra             | roeien           | twee zonder stuurman                                                                                          | debutant  |
| Elly van Hulst              | atletiek         | 800 m 1500 m                                                                                                  | debutant  |
| Marco van der Hulst         | wielrennen       | 4 km ploegachtervolging                                                                                       | debutant  |
| Gert Jakobs                 | wielrennen       | 100 km ploegentijdrit                                                                                         | debutant  |
| Stijn Jaspers               | atletiek         | 5000 m | debutant  |
| Daphne Jongejans            | schoonspringen   | 3-m plank | debutant  |
| René Klaassen               | hockey           | herenteam | debutant  |
| Hans Koeleman               | atletiek         | 3000 m steeple chase                                                                                          | debutant  |
| Gérard de Kort              | zwemmen          | 100 m vlinderslag 200 m vlinderslag                                                                           | debutant  |
| Hans Kroes                  | zwemmen          | 100 m vrije slag 200 m vrije slag 100 m rugslag 4x100 m vrije slag estafette 4x200 m vrije slag estafette     | debutant  |
| Hans Kruize                 | hockey           | herenteam | 2e Spelen |
| Hidde Kruize                | hockey           | herenteam | debutant  |
| Ties Kruize                 | hockey           | herenteam | 2e Spelen |
| Cor Lambregts               | atletiek         | marathon | debutant  |
| Huub Lambriex               | zeilen           | tornado klasse                                                                                                | debutant  |
| Nico Landeweerd             | waterpolo        | herenteam | 3e Spelen |
| Brigitte van der Lans       | zwemmen          | 100 m rugslag 200 m rugslag                                                                                   | debutant  |
| Marty Laurijsen             | roeien           | vier met stuurvrouw acht                                                                                      | debutant  |
| Gert Jan Lebbink            | kanovaren        | K-2 500 m K-2 1000 m                                                                                          | 2e Spelen |
| Leontine van der Lienden    | wielrennen       | wegwedstrijd                                                                                                  | debutant  |
| Aletta van Manen            | hockey           | damesteam | debutant  |
| Jolande van der Meer        | zwemmen          | 400 m vrije slag 800 m vrije slag                                                                             | debutant  |
| Herbert Memelink            | schieten         | luchtgeweer                                                                                                   | debutant  |
| Aad van Mil                 | waterpolo        | herenteam | 2e Spelen |
| Ruud Misdorp                | waterpolo        | herenteam | 2e Spelen |
| Rik Moorman                 | wielrennen       | 4 km ploegachtervolging                                                                                       | debutant  |
| Mark Neeleman               | zeilen           | finnjol klasse                                                                                                | 2e Spelen |
| Catalien Neelissen          | roeien           | vier met stuurvrouw acht                                                                                      | debutant  |
| Anneloes Nieuwenhuizen      | hockey           | damesteam | debutant  |
| Dick Nieuwenhuizen          | waterpolo        | herenteam | 2e Spelen |
| Gerard Nijboer              | atletiek         | marathon | 2e Spelen |
| Jelle Nijdam                | wielrennen       | 4 km individuele achtervolging 4 km ploegachtervolging                                                        | debutant  |
| Eric Noordegraaf            | waterpolo        | herenteam | 2e Spelen |
| Roald van Noort             | waterpolo        | herenteam | debutant  |
| Martine Ohr                 | hockey           | damesteam | debutant  |
| Marjolein Philipsen         | synchroonzwemmen | solo | debutant  |
| Remco Pielstroom            | waterpolo        | herenteam | debutant  |
| John Pierik                 | schieten         | kleiduiven skeet                                                                                              | 2e Spelen |
| Eric Pierik                 | hockey           | herenteam | debutant  |
| Twan Poels                  | wielrennen       | wegwedstrijd                                                                                                  | debutant  |
| Sandra Poole                | hockey           | damesteam | debutant  |
| Jean-Paul van Poppel        | wielrennen       | wegwedstrijd                                                                                                  | debutant  |
| Alette Pos                  | hockey           | damesteam | debutant  |
| Anne-Marie Quist            | roeien           | vier met stuurvrouw acht                                                                                      | debutant  |
| Pedro van Raamsdonk         | boksen           | middengewicht (tot 75 kg)                                                                                     | debutant  |
| Desi Reijers                | zwemmen          | 4x100 m vrije slag estafette 4x100 m wisselslag estafette                                                     | debutant  |
| Tiny Reniers                | boogschieten     | individueel                                                                                                   | 2e Spelen |
| Nico Rienks                 | roeien           | dubbelvier | debutant  |
| Thea van Rijnsoever         | wielrennen       | wegwedstrijd                                                                                                  | debutant  |
| Jolanda de Rover            | zwemmen          | 100 m rugslag 200 m rugslag 4x100 m wisselslag estafette                                                      | 2e Spelen |
| Jo Rutten                   | paardensport     | dressuur individueel dressuur team                                                                            | 2e Spelen |
| Annemarie Sanders-Keijzer   | paardensport     | dressuur individueel dressuur team                                                                            | debutant  |
| Edsard Schlingemann         | zwemmen          | 100 m vrije slag 200 m wisselslag 4x100 m vrije slag estafette 4x200 m vrije slag estafette                   | debutant  |
| Lisette Sevens              | hockey           | damesteam | debutant  |
| Ben Spijkers                | judo             | middengewicht (tot 86 kg)                                                                                     | debutant  |
| Ria Stalman                 | atletiek         | discuswerpen                                                                                                  | debutant  |
| John Stavenuiter            | zeilen           | 470 klasse | debutant  |
| Petra van Staveren          | zwemmen          | 100 m schoolslag 200 m schoolslag 4x100 m wisselslag estafette                                                | debutant  |
| Ron Steens                  | hockey           | herenteam | 2e Spelen |
| Ron Stevens                 | kanovaren        | K-2 500 m K-2 1000 m                                                                                          | 2e Spelen |
| Eric Swinkels               | schieten         | kleiduiven skeet                                                                                              | 3e Spelen |
| Henny Top                   | wielrennen       | wegwedstrijd                                                                                                  | debutant  |
| Wiljon Vaandrager           | roeien           | vier met stuurvrouw acht                                                                                      | debutant  |
| Els Vader                   | atletiek         | 100 m 200 m                                                                                                   | 2e Spelen |
| Arnold Vanderlijde          | boksen           | zwaargewicht (tot 91 kg)                                                                                      | debutant  |
| Wilma van Velsen            | zwemmen          | 4x100 m vrije slag estafette                                                                                  | 2e Spelen |
| Nico Verhoeven              | wielrennen       | wegwedstrijd                                                                                                  | debutant  |
| Annemarie Verstappen        | zwemmen          | 100 m vrije slag 200 m vrije slag 100 m vlinderslag 4x100 m vrije slag estafette 4x100 m wisselslag estafette | debutant  |
| Cees Vervoorn               | zwemmen          | 100 m vlinderslag                                                                                             | 3e Spelen |
| Elles Voskes                | zwemmen          | 4x100 m vrije slag estafette                                                                                  | debutant  |
| Cor Vriend                  | atletiek         | marathon | 2e Spelen |
| Willem van Walt Meijer      | zeilen           | star klasse                                                                                                   | 2e Spelen |
| Sophie von Weiler           | hockey           | damesteam | debutant  |
| Marjon Wijnsma              | atletiek         | zevenkamp | debutant  |
| Willy Wilhelm               | judo             | zwaargewicht (boven 95 kg)                                                                                    | debutant  |
| Laurien Willemse            | hockey           | damesteam | debutant  |
| Margriet Zegers             | hockey           | damesteam | debutant  |